# Citrus+
Citrus+ ou Citrus Plus (シトラスプラス） é o spin-off da série citrus serializado pela revista Yuri Hime Comics da editora Ichijinsha e teve seu primeiro capítulo lançado em 18 de dezembro de 2018 e teve seu primeiro volume lançado em 18 de novembro 2019 com um lançamento simultâneo em 8 países (incluindo o Japão).
A série acontece (até o presente momento) no intervalo de tempo em que Mei Aihara retorna para casa após desistir de seu casamento com o Udagawa e retrata o desenvolvimento das personagens durante seu recomeço juntas novamente, mas agora de uma forma diferente já que todos já sabem sobre o relacionamento que elas possuem  A série promete novos dramas e conflitos externos com novos personagens. 